# 巨蟹座55e
巨蟹座55e是一颗環繞著類太陽恆星巨蟹座55A的太陽系外行星，其大小跟海王星差不多，由於離母恆星很近，使其表面温度接近2,700摄氏度，亦是巨蟹座55A行星系中已知最接近母星的行星。其直径达2.5万公里，而质量和密度分别是地球的7.8倍和2倍，是迄今为止发现的密度最大的固态行星。它是在2004年8月30日被發現的，亦是第一顆被發現環繞類太陽恆星公轉的超級地球，發現時間比格利澤876d早一年。其公轉週期極短，只有18小時，2010年之前天文學家們曾認為其公轉週期長2.8天。2012年10月，天文學家們宣佈這顆行星可能是一個碳行星。

## 發現
如同許多在克卜勒太空望遠鏡出現前被發現的行星，天文學家們是以徑向速度法發現巨蟹座55e的。在這顆行星被發現時，天文學家已發現了另外三顆行星環繞恆星公轉。天文學家之後得出其軌道周期為2.8天，且其質量至少大於地球14.2倍。天文學家之後同時公佈他們發現了這顆行星與格利澤436b的消息，使它們成為首批被發現的系外冰巨星。

### 懷疑
於2005年，行星科學教授傑克·威斯頓在重新分析行星數據後，對行星的存在提出質疑。威斯頓認為，這顆行星的軌道周期應為261天。於2007年，旧金山州立大学的德布拉·菲舍爾發表了新的分析，指出巨蟹座55e和威斯頓所提出的行星實屬兩顆行星，而後者則獲命名為巨蟹座55f。

### 凌日
恆星微變和振盪望遠鏡觀察到巨蟹座55e凌日的消息於2011年4月27日被發佈。天文學家透過這次凌日的數據，計算出其軌道周期應為18小時。

## 物理特性

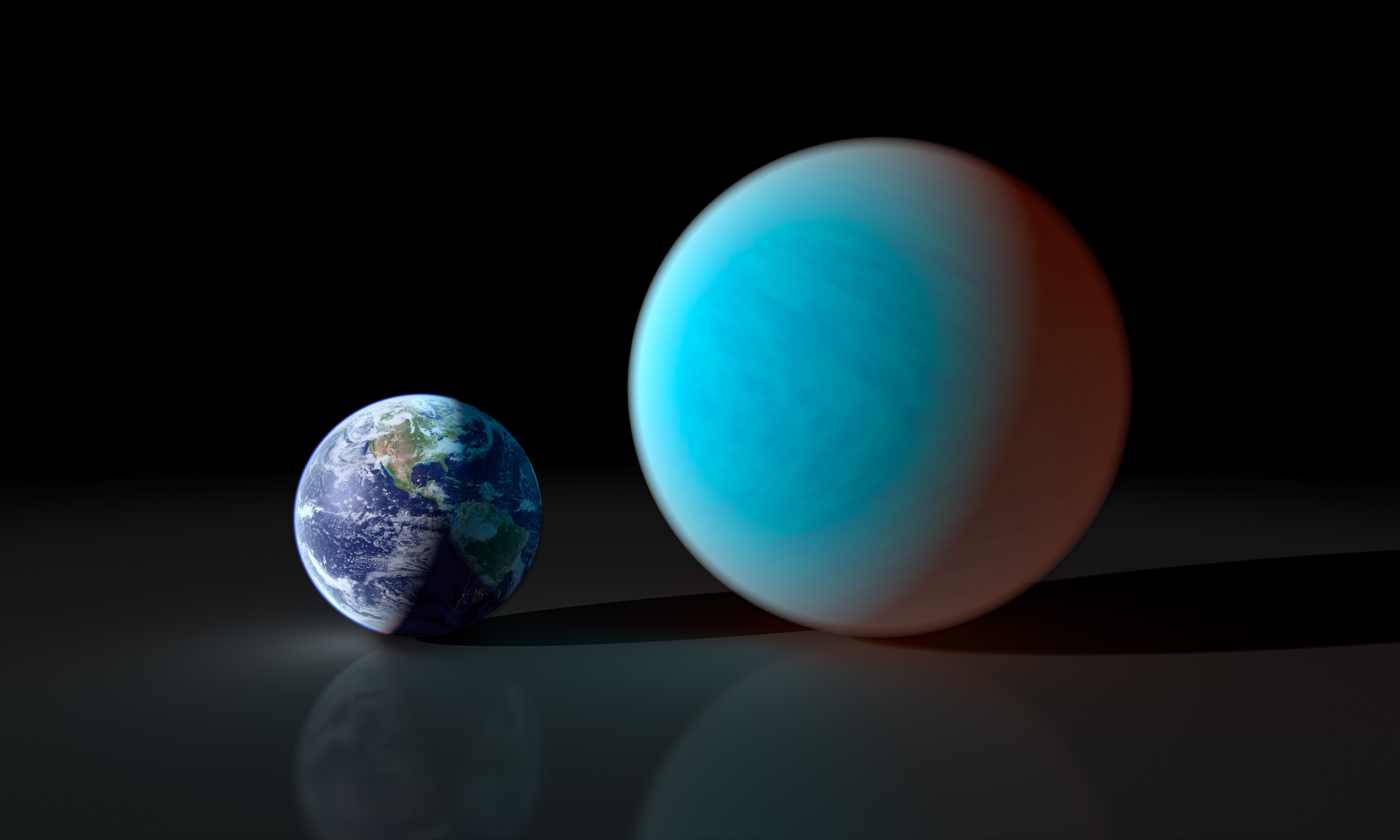
巨蟹座55e（右）與地球（左）的大小比較

天文學家透過使用徑向速度法，發現巨蟹座55e的質量下限為地球質量的7.8倍，或海王星質量的48%，而半徑則為地球半徑的2.00 ± 0.14倍。其密度為5.9 g cm-3，是迄今为止发现的密度最大的固态行星。其半長軸為0.01560 ± 0.00011 AU，比另一個熱海王星格利澤436b更接近母星，因此它從母星接收更多的輻射。這顆行星面向母星的一面的表面溫度超過2,000 K（超過3,140℉），如此高溫足以融化金屬。
起初天文學家們並未能確認這顆行星究竟是一顆氣體巨行星，還是一顆巨型類地行星。2011年，天文學家透過凌日法確認此行星的存在，而他們亦懷疑這顆行星是一顆海洋行星。2012年，天文學家提出這顆行星應是由富碳物質組成一顆碳行星，而非像太陽系的類地行星般由富氧物質組成；在這種情況下，行星約1/3的質量都是碳，而不少碳都會因壓力而變成鑽石。